# Oberkalifornien

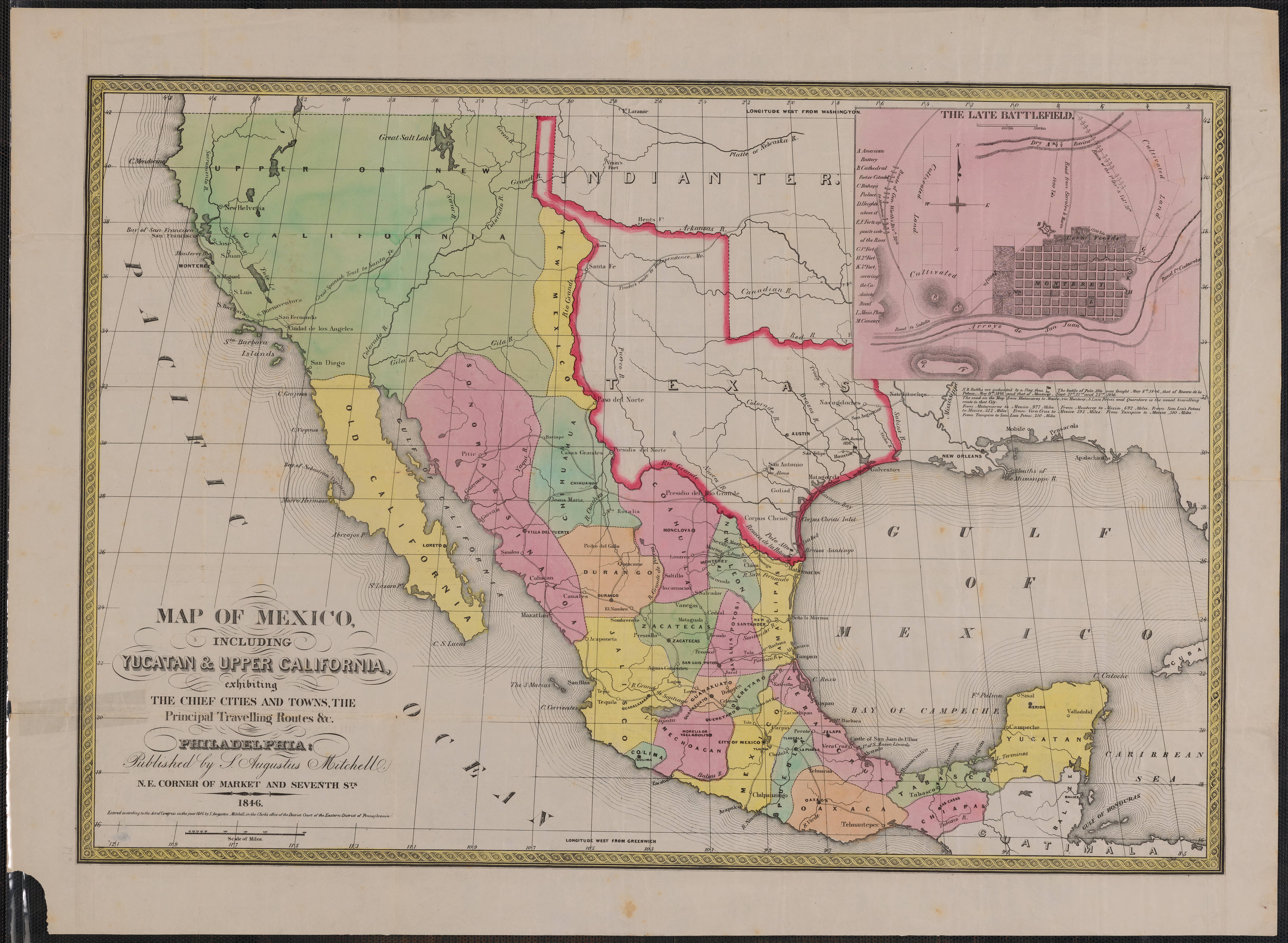
Kalifornien um 1847, die Ostgrenze ist noch nicht festgelegt.

Oberkalifornien, spanisch Alta California, auch Neukalifornien, spanisch Nueva California, war bis 1848 der Name eines Territoriums von Mexiko, beziehungsweise vor dessen Selbständigkeit von Neuspanien. Das Gebiet deckt sich weitgehend mit dem Territorium des heutigen US-Bundesstaates Kalifornien, bis auf die Ostgrenze, die erst um 1850 festgelegt wurde und damals noch die heutigen Bundesstaaten Arizona, Nevada und Teile von Utah umfasste. 
Die anderen beiden Teile des historischen Territoriums von Kalifornien sind die heutigen mexikanischen Bundesstaaten Baja California (Niederkalifornien) und Baja California Sur (Süd-Niederkalifornien). 
Heute sind die Bezeichnungen Oberkalifornien und Alta California weitgehend in Vergessenheit geraten und das Gebiet und der Staat werden nur noch Kalifornien genannt.